# Bochtar
Bochtar, tadschikisch Бохтар, bis 2018 Qurghonteppa, tadschikisch Қурғонтеппа, russisch Курган-Тюбе, Kurgan-Tjube, von persisch گرگان تپه (heute Kurgan-Tappa, „Hügel-Siedlung“), ist die Hauptstadt der Provinz Chatlon im Südwesten Tadschikistans. Die drittgrößte Stadt des Landes liegt im Zentrum einer weiten Ebene im Tal des Wachsch, die ab den 1930er Jahren unter der sowjetischen Planwirtschaft durch die Anlage von Bewässerungskanälen und durch Zwangsumsiedlungsprogramme zum größten Baumwollanbaugebiet des Landes und zu einem Industriestandort entwickelt wurde. Qurghonteppa ist nach wie vor ein Zentrum der Baumwollverarbeitung und das größte Handelszentrum im Südwesten. Am heutigen Ort oder in dessen Nähe wird die mittelalterliche Festungsstadt Lewkand vermutet.

## Lage

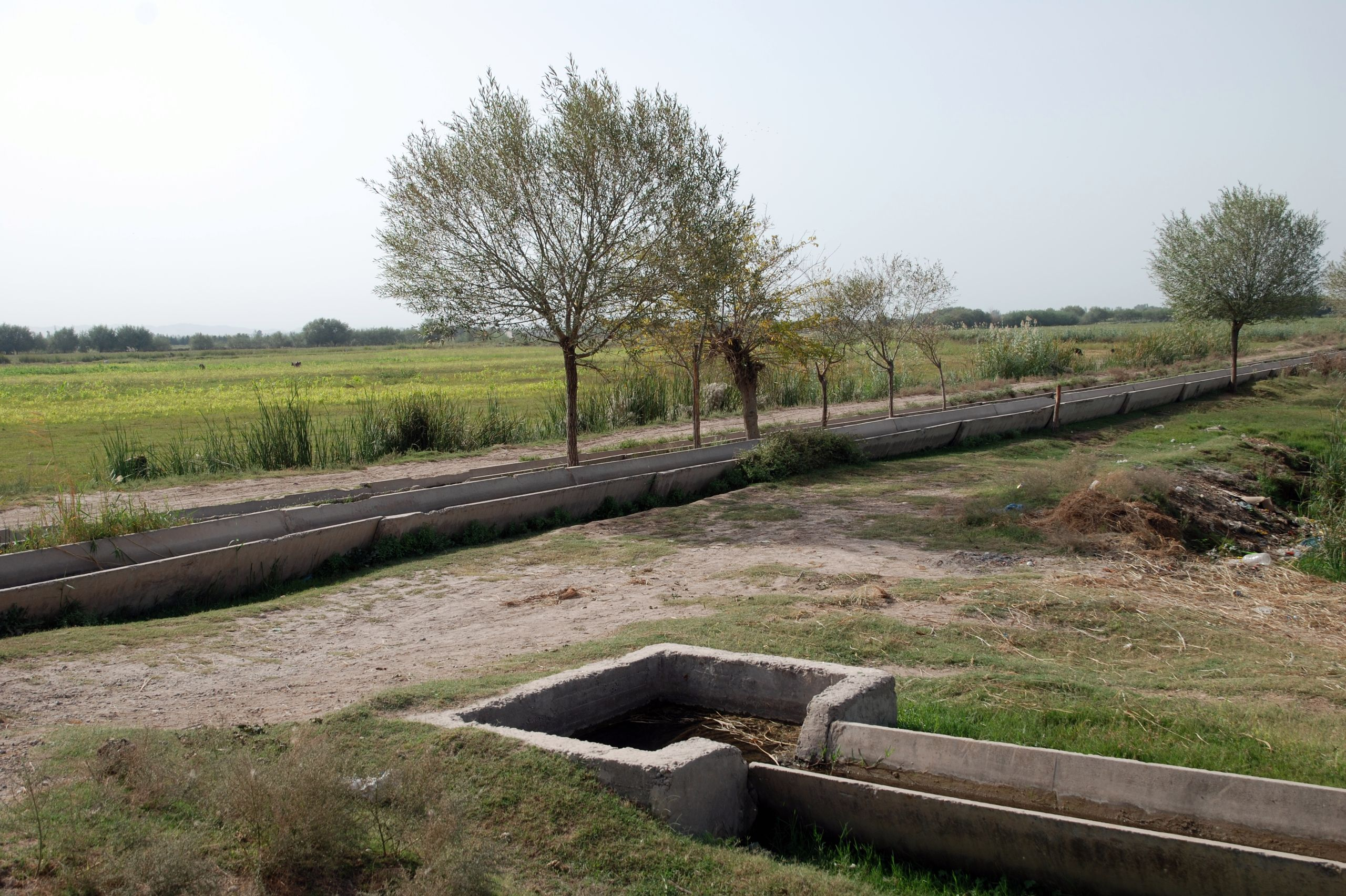
Bewässerungskanäle (arik) zwischen Feldern etwa sechs Kilometer östlich der Stadt an der Straße nach Adschina-Teppa.

Bochtar liegt auf 390 Meter Höhe auf der linken Seite des Wachsch, dem größten Fluss im Südwesten Tadschikistans, der ab dem Nurek-Staudamm in südwestlicher Richtung fließt und nach rund 90 Kilometer Luftlinie in den Pandsch mündet, welcher die Grenze zu Afghanistan bildet. Der Wachsch macht einen weiten Bogen im Norden und Westen um die Stadt. Mehrere parallele Bergketten gliedern das Tiefland in nord-südlicher Richtung. Die dazwischenliegenden Flusstäler verbreitern sich nach Süden. Das Wachsch-Tal wird im Westen von der 1633 Meter hohen Bergkette Aruk-Tau begrenzt, jenseits von dieser folgt eine weitere niedrigere Bergkette, die zum Tal des Kofarnihon entlang der Grenze zu Usbekistan abfällt. Den Ostrand des bis zu 30 Kilometer breiten Wachsch-Tals bildet die Bergkette Terekli-Tau (Terekli Tagh), die sich ungefähr zwischen den Städten Danghara im Norden und Pandschi Pojon am Fluss Pandsch im Süden erstreckt.

## Klima
Das Klima ist subtropisch mit sehr heißen trockenen Sommern und milden Wintern. Der durchschnittliche Jahresniederschlag beträgt 273 Millimeter und ist überwiegend für einen Feldbau ohne künstliche Bewässerung nicht ausreichend. Der meiste Regen fällt Anfang des Jahres zwischen Januar und April. Der heißeste Monat ist der Juli mit einer durchschnittlichen Höchsttemperatur von 37 °C, die durchschnittliche Tiefsttemperatur wird im Januar mit −1 °C erreicht. Die Löss-Böden in der Talebene sind fruchtbar und eignen sich bei künstlicher Bewässerung neben dem Anbau von Baumwolle auch für Getreide und Gemüse. Angebaut werden ferner Melonen, Granatäpfel, Zitrusfrüchte und Trauben.

## Geschichte

### Frühe Zeit

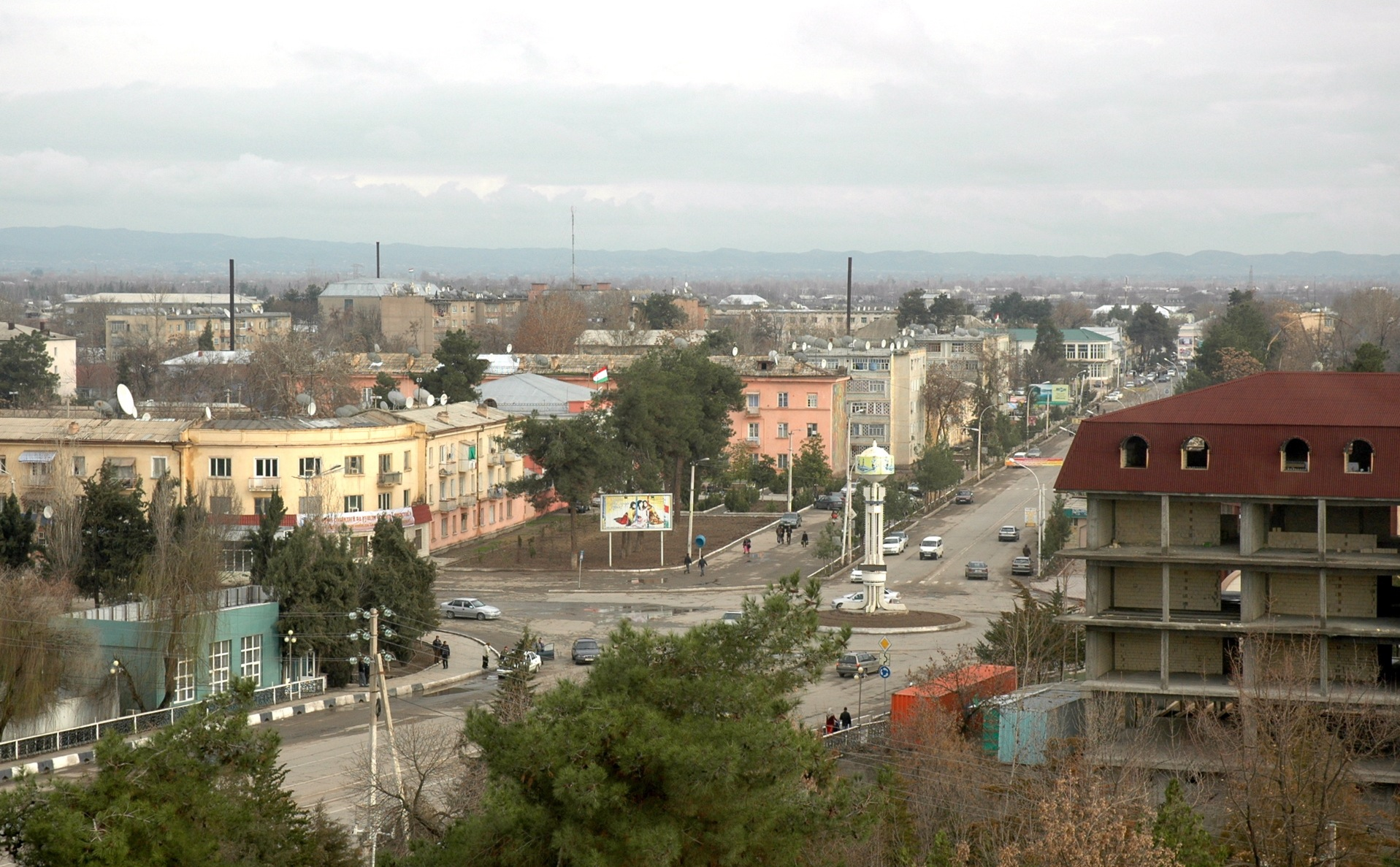
Vom Aussichtsturm auf dem Stadtmuseum nach Südosten über die Hauptkreuzung die Vahdat-Straße entlang. Das Gebäude rechts im Vordergrund auf dem Foto von 2010 wurde seither zu einem der führenden Hotels ausgebaut.

Im südwestlichen Tadschikistan gab es in der Bronzezeit Ende des 2. Jahrtausends v. Chr. und nach dem Übergang zur Eisenzeit einige Siedlungen an den Talrändern bis in mittlere Höhenlagen. Die Siedlungen der frühen Eisenzeit, als die Bevölkerungsdichte zunahm, werden im heutigen Turkmenistan der Yaz-I-Kultur zugerechnet. Archäologische Erforschungen in der Region begannen 1955. Der nächste bronzezeitliche Fundplatz wurde auf dem Gebiet der Sowchose Kirow östlich von Bochtar entdeckt. Die Grabfunde werden der Andronowo-Kultur zugerechnet.

### Mittelalter
Ein Kilometer von Kirow entfernt und 12 Kilometer östlich von Bochtar blieben die Lehmziegelreste des buddhistischen Klosters Adschina-Teppa aus dem 7./8. Jahrhundert n. Chr. erhalten.
Der Stadtname Qurghonteppa (Kurgan-Tappa) verweist auf eine alte Festungsstadt, möglicherweise auf die Stadt Lewkand. Die geographische Zuordnung der in den Quellen erwähnten Ortsnamen ist spekulativ. Lewkand wird auch mit dem Namen der Siedlung Wachsch und mit der größten Stadt im Mittelalter Chelawerd in Verbindung gebracht, deren Name von der ebenso genannten frühmittelalterlichen Siedlung, die später Kafirkala hieß, übernommen wurde. Die Gleichsetzung des Ortsnamens Wachsch mit Lewkand (auch Lavakand) und wiederum mit Sangtude, das 35 Kilometer nordöstlich von Bochtar liegt (Sangtuda heißen heute zwei Staudämme dort am Wachsch) wird im Zusammenhang mit Dschalal ad-Din ar-Rumi diskutiert, der 1207 in einem Ort namens Wachsch geboren und hier die ersten Lebensjahre verbracht haben könnte.
Im Mittelalter gehörte das untere Wachsch-Tal zeitweilig zur Provinz Chuttal, deren Zentrum östlich an der Mündung des Kysylsu in den Pandsch lag. Der Provinzname Chuttal wurde im 16. Jahrhundert durch Kulob ersetzt. Westlich des Wachsch lag die Provinz Tschaganian (nördlich von Termiz in der heutigen usbekischen Provinz Surxondaryo). Die gesamte Region nördlich des Amudarja wurde in der Antike Transoxanien und von den Arabern ab Mitte des 7. Jahrhunderts mā warāʾan-nahr genannt. Beschreibungen von Adschina-Teppa und anderen buddhistischen Klöstern in Chuttal sind von chinesischen Pilgern dieser Zeit überliefert.
Nach den Umayyaden wurde Chuttal im 9. und 10. Jahrhundert von der vermutlich aus dem Iran stammenden, kurzlebigen Dynastie der Banijuriden kontrolliert, über deren Herrscher nur wenig bekannt ist. Die Hauptstadt von Chuttal war im 10. und 11. Jahrhundert Hulbuk; die Stadt Kulob wird erstmals um 1220 erwähnt, als sie beim Einfall der Mongolen erobert wurde.

### Neuzeit
Qurghonteppa taucht zuerst im 17. Jahrhundert namentlich in den Quellen auf, als verschiedene lokale Fürsten unter der Oberherrschaft der usbekischen Dynastien von Buchara in der Provinz regierten. Der Einfluss der usbekischen Zentralherrschaft in Buchara endete in der ersten Hälfte des 18. Jahrhunderts. Danach übernahm der uskekische Stamm der Yüz von der Festung Hissor aus die Kontrolle über das untere Wachsch-Tal bis in die Gegend von Qabodiyon, bald abgelöst von einem anderen, in Kunduz südlich des Amudarja ansässigen usbekischen Stamm. Bis in die zweite Hälfte des 19. Jahrhunderts blieb nun die von Regenten aus Kulob beherrschte Region relativ unabhängig zwischen dem mächtigeren Emirat Afghanistan im Süden, dem Emirat Buchara im Nordwesten und dem Khanat Kokand im nördlich gelegenen Ferghanatal.
Im Jahr 1868 besiegte das Russische Kaiserreich das Khanat Kokand und das Emirat Buchara. Amir Mozaffar ad-Din, ein Emir der Mangiten-Dynastie von Buchara, konnte mit russischer Unterstützung 1870 seinen Herrschaftsbereich nach Osten erweitern und die Gebiete von Qurghonteppa, Qabodiyon und Kulob der Verwaltungsprovinz Hissor zuschlagen. Während des Emirats Buchara wurden die äußeren Provinzen Qurghonteppa (heute Chatlon), Kulab, Qarotegin und Darwos (heute ein Teil von Berg-Badachschan) von Provinzgouverneuren (Beg) praktisch autonom beherrscht und von diesen ausgebeutet.

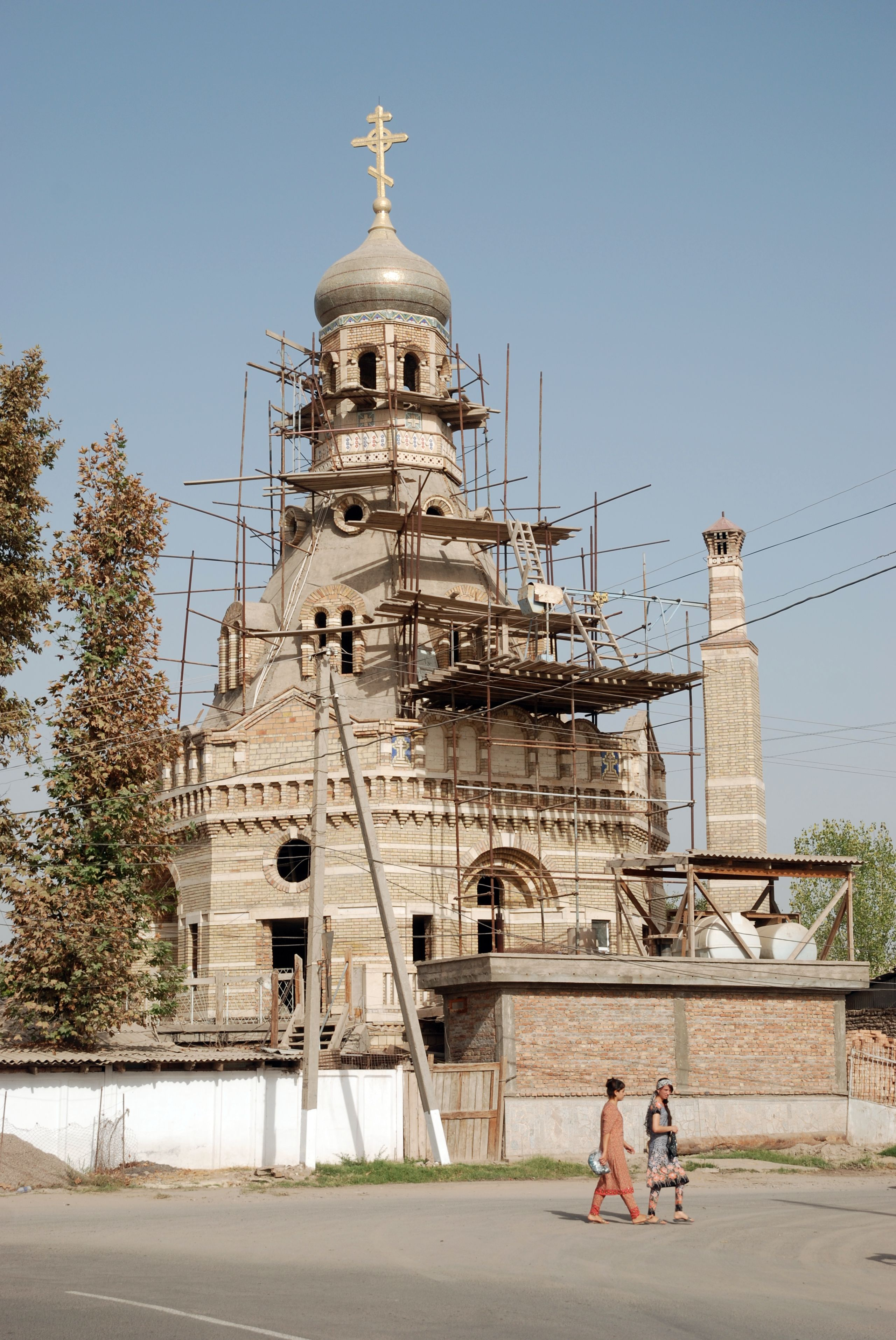
Orthodoxe Kirche im russischen Stil.

Russische Beobachter beschrieben Ende des 19. und Anfang des 20. Jahrhunderts die sozialen Verhältnisse in der Provinz Qurghonteppa, die sich neben dem Distrikt der Hauptstadt entlang des Wachsch nach Süden aus den städtischen Distrikten (amlakdari) Tschilikul und Sarai (heute Pandsch) und rund 30 ländlichen Distrikten (qeschlaq) zusammensetzte. Die Landwirtschaft basierte auf dem Anbau von Getreide sowie der nomadischen und halbnomadischen Viehzucht. Die Bevölkerung setzte sich überwiegend aus Usbeken, ferner aus Turkmenen, „Arabern“ (eine persischsprechende Ethnie, die sich als Nachfahren der arabischen Einwanderer betrachtet), Tadschiken und aus Afghanistan stammenden Hazara zusammen.
Gegen die Eroberung Tadschikistans, die nach der Oktoberrevolution 1917 durch die Rote Armee begann, leisteten die lokalen Aufständischen der Basmatschi einen organisierten Widerstand, der in der Region erst im August 1922 zusammenbrach. Ziel der Basmatschi war, die politischen Strukturen des alten Emirats Buchara wiedereinzuführen. Hierfür fehlte ihnen die Unterstützung der umliegenden Länder, abgesehen von einigen muslimischen Gruppen aus Afghanistan. Der Bürgerkrieg hatte eine Umverteilung und die Flucht großer Teile der Bevölkerung zur Folge.

### In der Sowjetunion
1924 wurde die Provinz Qurghonteppa in die Autonome Sozialistische Sowjetrepublik Turkestan aufgenommen, von der 1929 die Tadschikische Sozialistische Sowjetrepublik abgespalten wurde. Ab 1926 war Qurghonteppa Hauptstadt der neu gebildeten Provinz (wiloyat) gleichen Namens mit einer Fläche von 12.600 Quadratkilometern. Zwischen dem Ende der 1920er Jahre und etwa 1940 wurden die landwirtschaftlichen Betriebe enteignet und in staatlich kontrollierte Kolchosen oder in staatlichem Besitz befindliche Sowchosen umgewandelt. In den 1920er Jahren begann auch der Bau der ersten Industriebetriebe und der Infrastruktur im Land; 1926 bis 1928 gehörten hierzu Baumwollverarbeitungsanlagen in Qurghonteppa, Schahritus und anderen Städten. Zwischen 1926 und 1929 wuchs die Bevölkerung der Provinz um 160.000 Neusiedler. In den 1930er Jahren begann am unteren Wachsch-Tal der Anbau von Baumwolle in großem Stil. Hierfür wurden die Sumpfgebiete entlang der Flüsse in Felder umgewandelt und ein System von Bewässerungskanälen angelegt. Die in den landwirtschaftlichen Betrieben beschäftigten Arbeiter wurden zu großen Teilen aus den höher gelegenen Bergtälern im Norden, vor allem aus dem Rascht-Tal (um Gharm, früher Qarotegin-Provinz) zwangsumgesiedelt. In größerer Zahl kamen außerdem russische Landwirte, Händler und Verwaltungsleute in die Provinz.
Durch eine Verwaltungsreform verlor Qurghonteppa 1939 den Status als Provinz, um von 1944 bis 1947 kurzfristig die Hauptstadt des gleichnamigen Oblast (russisch für einen größeren Verwaltungsbezirk) zu werden. Danach war Kulob Provinzhauptstadt, bis diese Funktion zwischen 1977 und 1992 wieder an Qurghonteppa überging. Der 1979 hinzugekommene Distrikt (nohija) Pandsch (heute Distrikt Qumsangir) an der afghanischen Grenze erhöhte die Zahl der Distrikte in der Provinz auf elf. Seit 1992 sind die Oblaste Qurghonteppa und Kulob nach der Neustrukturierung im unabhängigen Tadschikistan zur Provinz Chatlon mit der Hauptstadt Qurghonteppa vereint. Die Fläche dieser dichtest besiedelten Provinz des Landes beträgt 24.600 Quadratkilometer.
In der sowjetischen Zeit wurde Qurghonteppa zum Zentrum der Baumwollverarbeitung im Südwesten ausgebaut. Knapp die Hälfte der Jahresproduktion kam aus der Region, Ende der 1980er Jahre war dies knapp eine halbe Million Tonnen. 1986 gab es 50 Kolchosen und 70 Sowchosen, die in den Ebenen überwiegend Baumwolle und an den Talrändern Getreide, Früchte und Tierfutter produzierten. Daneben wurde in den Großbetrieben auch Vieh gezüchtet, vor allem das wegen seiner Wolle geschätzte Karakulschaf. Der Höhepunkt der parallel zur landwirtschaftlichen Entwicklung stattfindenden Industrialisierung waren die 1960er und 1970er Jahre. Qurghonteppa erhielt in den 1960er Jahren einen Erdöl verarbeitenden Betrieb und eine Konservendosenfabrik. Bis zur Unabhängigkeit standen die drei großen Bevölkerungsgruppen – die (alteingesessenen) Kulobis, Gharmis (aus den Bergen) und Usbeken – in Konkurrenz zueinander um die politischen und wirtschaftlichen Machtpositionen.

### Im unabhängigen Tadschikistan
Nach der Unabhängigkeit 1991 begann im Mai 1992 ein landesweiter Bürgerkrieg, der bis 1997 dauerte und besonders in der Provinz Qurghonteppa zu großen Zerstörungen der Siedlungen und Infrastruktur sowie zu verheerenden Folgen für die Landwirtschaft führte. Allein von Mai bis Dezember 1992 starben bei Kämpfen in den Provinzen Duschanbe, Qurghonteppa und Kulob 50.000 Menschen und 650.000 Tadschiken waren bis Ende des Jahres geflohen. In den Machtkampf zwischen Vertrauten des heutigen Präsidenten Emomalij Rahmon, überwiegend aus Kulob stammende Milizen (Sitodi Melli, „Populäre Front“), und der Vereinigten Tadschikischen Opposition (UTO) mischten sich in der Provinz Qurghonteppa die seit langem bestehenden ethnischen Spannungen zwischen Usbeken, anderen zugewanderten Bevölkerungsgruppen (Gharmis, auch kuhistoni, „aus den Bergen“) und den hiesigen Kulobis (oder alteingesessene mahalli, von mahalla). Ein aus Kulob eindringender bewaffneter Mob zwang viele Gharmis zur Flucht nach Afghanistan.
Dem 1964 in Qurghonteppa geborenen Rebellenführer Mahmud Khudoiberdyev gelang es, Ende 1992 die Machtverteilung zugunsten von Rahmons Kulobi-Fraktion zu verschieben, indem er einen Panzer übernahm und diesen nach Kalininobod in der Nähe der Stadt steuerte. Dafür wurde er nach der Regierungsübernahme Rahmons 1993 mit dem Posten des Kommandanten der Ersten Brigade in Qurghonteppa belohnt. In den folgenden Jahren stellte er sich jedoch gegen die Regierung und verlangte dreimal die Ersetzung bestimmter Regierungsvertreter sowie die Herauslösung des Gebiets Qurghonteppa aus der Provinz Chatlon. Im August 1997 eroberte die Präsidentengarde Qurghonteppa und Khudoiberdyev floh dem Vernehmen nach über die afghanische Grenze.
Der Bürgerkrieg endete 1997 mit einem Friedensschluss, der den oppositionellen islamischen Kräften eine 30-prozentige Beteiligung an der Regierung versprach.

## Bevölkerung
Anfang des 20. Jahrhunderts wohnten etwa 4000 Einwohner in Qurghonteppa. Nach amtlichen Zählungen betrug die Einwohnerzahl 23.560 im Jahr 1959, 36.620 im Jahr 1970 und 42.075 im Jahr 1979. Im Jahr 1989 war die Zahl auf 58.505 angestiegen, 2000 betrug sie 60.508 und 2010 waren es 75.450. Für 2014 wurden 101.600 Einwohner geschätzt. 2022 betrug die Einwohnerzahl 126.700. Bochtar gehört nach Duschanbe und Chudschand und vor Kulob zu den wenigen großen, in Talebenen gelegenen städtischen Siedlungsräumen, in denen die Mehrheit der Bevölkerung Tadschikistans lebt.

## Stadtbild

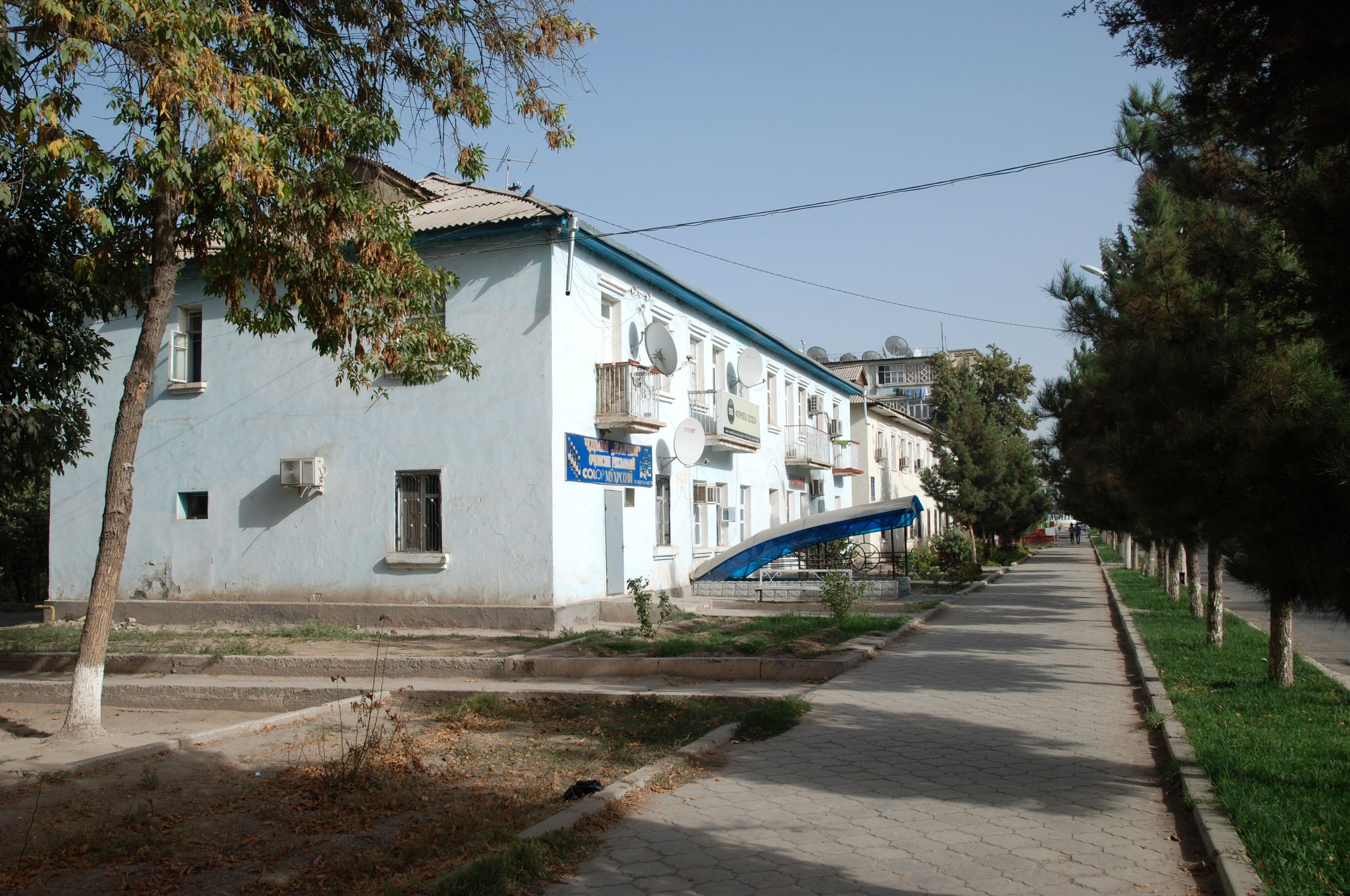
Vahdat-Straße. Gepflegte Allee mit Wohnblocks im Zentrum.

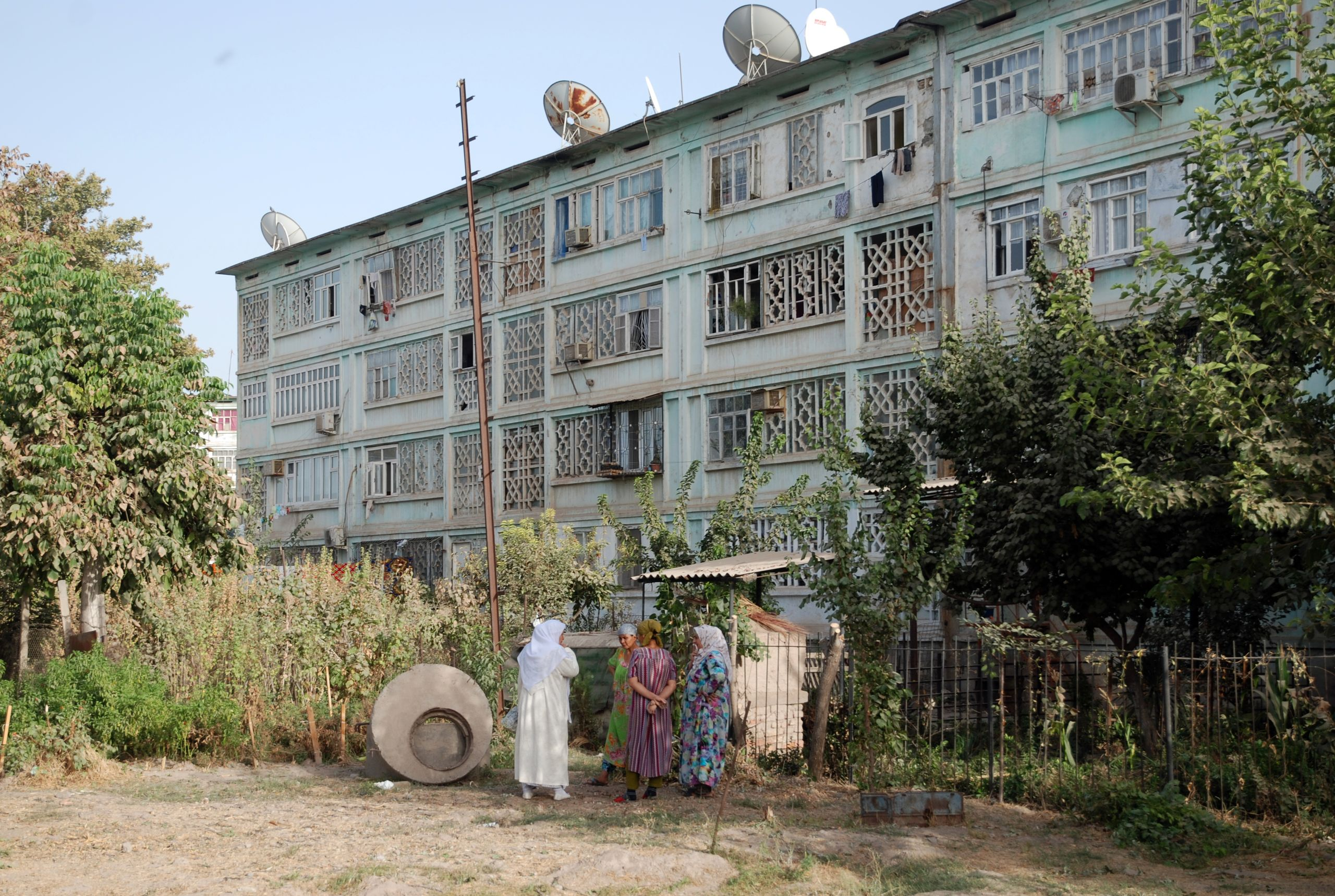
Einfache Wohnblocks an der nördlichen Ringstraße.

Die Achse der Stadt ist die Ainij-Straße (ulitsa Ainij), die von Sarband im Osten Richtung Kolchosobod im Südwesten die Stadt mittig durchschneidet. Von der zentralen Hauptkreuzung führt eine Straße in nordwestlicher Richtung nach Qizilqala zum Anschluss an die A384. Der überregionale Verkehr kann die gesamte Stadt auf einer Ringstraße umfahren. Die vierte der ein ungefähres Achsenkreuz bildenden Hauptstraßen zweigt von der südlichen Ringstraße in südöstlicher Richtung nach Wachsch ab. Wenige Meter nördlich der zentralen Kreuzung ist ein Turm auf dem Dach eines 1983 erbauten, kreisrunden Gebäudes zu sehen, das auf einem kleinen Hügel steht und in dem sich ein Museum befindet. Ausgestellt werden industriell gefertigte Gegenstände aus der Sowjetzeit. Gegenüber erinnert ein Reiterstandbild an den im 9. Jahrhundert lebenden Samaniden-Herrscher Ismoil Somonij, der als Gründer der tadschikischen Nation verehrt wird.
Von dieser Kreuzung führt die von Alleebäumen gesäumte Vahdat-Avenue nach Südosten zur Bobojon-Ghafurow-Straße ins Geschäftszentrum. Ghafurow (1908–1977) war ein Historiker, der zur Geschichte der Tadschiken publizierte und von 1946 bis 1956 Generalsekretär der Kommunistischen Partei Tadschikistans war. An der Einmündung der Bobojon Ghafurow-Straße in die Karla Marksa-Straße befinden sich die große Markthalle für Obst, Gemüse und Artikel des täglichen Bedarfs, ein Hotel aus der sozialistischen Zeit und mehrere Restaurants. An der Ecke Bobojon-Ghafurow-Straße und Vahdat-Avenue baut die kleine orthodox-christliche Gemeinde der Stadt eine der wenigen Kirchen Tadschikistans, die sich ansonsten fast alle in Duschanbe oder Chudschand befinden. Ende 2014 war der Rohbau fertiggestellt.
Es gibt einige mit Bäumen bestandene Parks und Alleen im Stadtzentrum. Im Bereich der Ringstraße wurden in der sowjetischen Zeit Industriebetriebe angesiedelt, die heute weitgehend zerfallen sind. Ein Bewässerungskanal durchzieht von Nordosten nach Südwesten die Stadt. Das Wohnviertel zwischen dem Kanal und der nördlichen Ringstraße ist weitläufiger und besteht überwiegend aus uniformen Wohnblocks.
Mehrere Banken und Hotels verweisen auf die Bedeutung der Stadt als Handelsplatz. Die staatliche Universität an der Ainij-Straße östlich des Zentrums ist nach dem im 11. Jahrhundert lebenden persischen Dichter Nāsir-i Chusrau benannt. Der städtische Fußballverein heißt Wachsch Qurghonteppa.

## Verkehr
Von der Landeshauptstadt Duschanbe führt die Fernstraße A384 über Obikiik nach Süden in rund 90 Kilometern nach Bochtar. Eine längere Verbindung von Duschanbe ist die A385, die über Norak und Danghara weiter nach Südosten nach Kulob verläuft. Von Danghara zweigt eine Straße nach Westen Richtung Wachsch ab und erreicht rund 70 Kilometer nach der Abzweigung Bochtar. Nach Süden führt die A384 von Bochtar vorbei an Kolchosobod (32 Kilometer) durch Qubodijon und Schahritus zum einzigen usbekischen Grenzübergang im Süden bei Termiz.
1932 war eine ab 1929 gebaute Schmalspurbahnlinie vom Flusshafen Pandschi Pojon nach Qurghonteppa und 1956 von dort weiter nach Kulob fertiggestellt. Dies war die letzte vollendete Schmalspurbahnlinie in Tadschikistan. Sie diente zum Abtransport von Baumwolle und von Salz aus der Nähe von Kurbon Schahid. Vor dieser Zeit gab es im Südwesten und nach Duschanbe noch keine asphaltierten Straßen, der Gütertransport wurde mit Lasttieren auf Pfaden bewältigt. Ansonsten bildete der Schiffsverkehr zwischen Termiz und Pandschi Pojon die einzige Transportmöglichkeit, die Schifffahrt auf dem Unterlauf des Wachsch war nur sehr eingeschränkt möglich. 1932 wurde die erste Fahrstraße zwischen Qurghonteppa und Duschanbe eröffnet. Eine um diese Zeit begonnene Schmalspurbahnlinie zwischen den beiden Städten, die ungefähr dem Verlauf der Fahrstraße folgte, konnte wegen der aufwendigen Streckenführung durch die Berge erst 1941 fertiggestellt werden. Der Personenzugverkehr war auf den im Südwesten angelegten Schmalspurstrecken langsam und in den 1960er Jahren weitgehend eingestellt. Vom Anschluss in Termiz wurde zwischen 1966 und 1980 eine 264 Kilometer lange Bahnlinie in Breitspur westlich der Schmalspurtrasse gebaut, die über Schahritus, Qubodijon und Qurghonteppa nach Norden bis zur Stadt Jowon führte. 1999 wurde die Strecke ab Qurghonteppa um 132 Kilometer nach Osten bis Kulob erweitert. Sie ersetzte die alte Schmalspurbahn. Seit Ende August 2016 ist die Stadt direkt mit Duschanbe durch eine 41 Kilometer lange neu gebaute Gebirgsstrecke zwischen Wahdat und Jovon verbunden. Dadurch entfällt der Umweg über usbekisches Territorium.
Der Bahnhof von Bochtar befindet sich rund sieben Kilometer östlich im Ort Bustonqala. Für die inländische Personenbeförderung spielt die Bahn keine Rolle. An zwei Wochentagen fahren unter normalen Umständen Züge von Bochtar über Termiz nach Moskau, die vor allem tadschikische Arbeitskräfte nach Russland befördern.
Vom Flughafen Bochtar, etwa sieben Kilometer östlich des Stadtzentrums am Ufer des Wachsch, gibt es Flüge nach Moskau und Jekaterinburg, die wie die Zugverbindungen vornehmlich von tadschikischen Arbeitsmigranten genutzt werden.

## Umwelt, Soziales, Politik

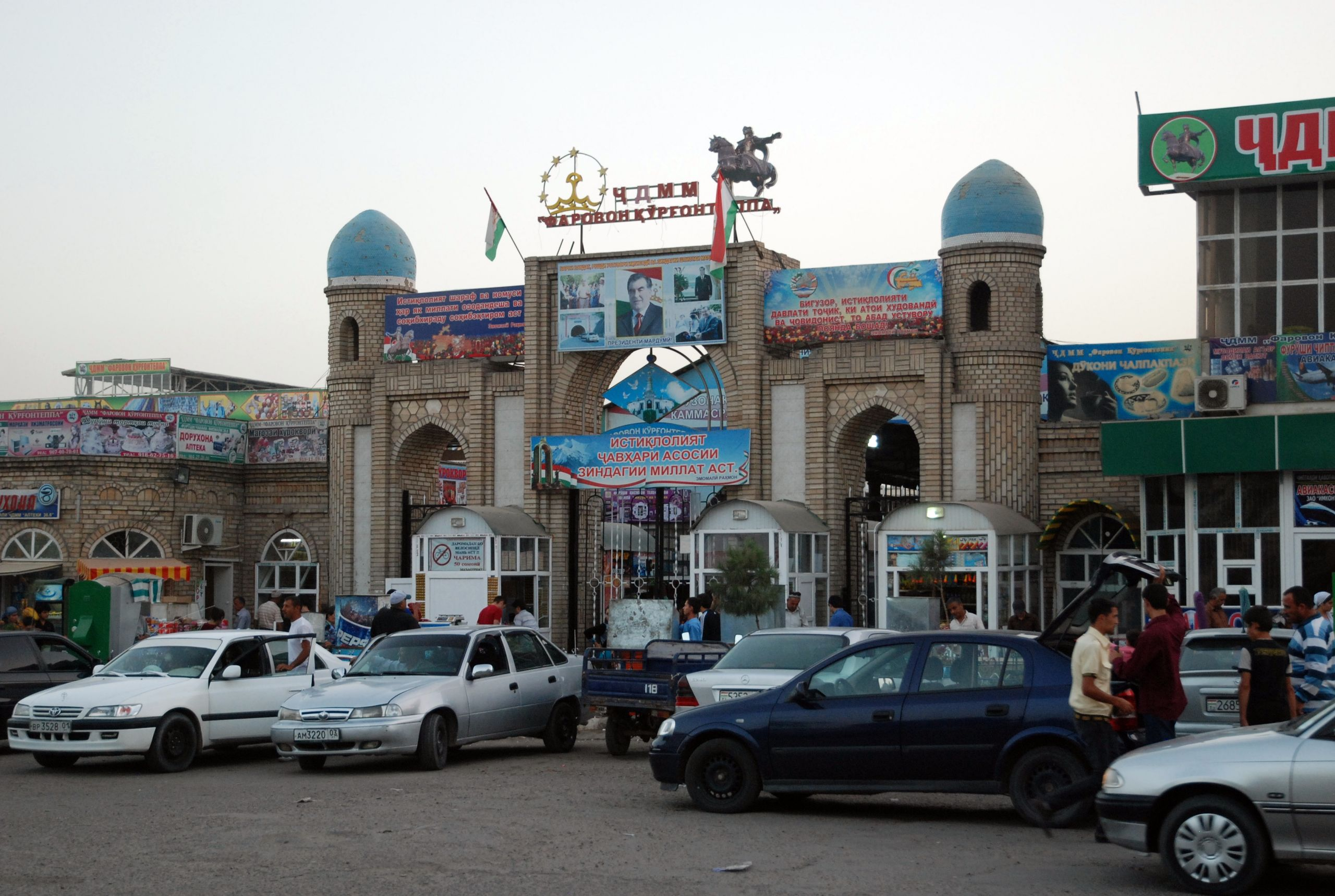
Eingang zur Markthalle

Der größte Teil der chemischen Wasserverschmutzung, welche die großen Flüsse und die gesamte Trinkwasserversorgung betrifft, stammt aus der industriellen Produktion, zu der neben der bis heute aktiven Aluminiumfabrik TALCO in Tursunsoda auch die Wachsch-Stickstoffdüngerfabrik 25 Kilometer nördlich von Qurghanteppa gehörte. 1989 vergiftete diese später im Bürgerkrieg zerstörte Fabrik die Wasserversorgung in mehreren Dörfern im Südwesten und in Bochtar. Nach einer Untersuchung wurden 1994 rund 90 Prozent des Wasserverbrauchs zur Feldbewässerung verwendet, was zur Versalzung der Böden führt. Viele Böden sind bis heute mit ungeklärten Abwässern sowie chlor- und stickstoffhaltigen Salzen verunreinigt. Für die Versalzung der Böden ist der Baumwollanbau in Monokultur hauptverantwortlich. Die Bewässerung erfolgt in den meisten Fällen über ein System von Oberflächenkanälen (arik) bis zum oberen Ende der Felder, von wo sich das Wasser über die Ackerfurchen verteilt.
Während der Unruhen ab 1992 entwickelte sich Tadschikistan zunächst in kleinem Rahmen als Transitland für den Schmuggel mit Opium aus Afghanistan. Anfänglich erfolgte der Rauschgiftschmuggel durch das schwer zugängliche Gebirgsland Berg-Badachschans. Mitte der 1990er Jahre verlagerten sich die Schmuggelrouten in die dichter besiedelten und leichter zu durchquerenden Gebiete im Westen, verbunden mit einer deutlichen Mengenzunahme und begünstigt durch die bei Polizei, Zoll, Militär und Regierungsmitgliedern verbreitete Korruption. Die Städte Kulob und Qurghonteppa wurden zu Umschlagplätzen für afghanisches Opium und ab 1995 auch für Heroin. Seit Ende der 1990er Jahre spielt Tadschikistan eine wesentliche Rolle als Transitland beim weltweiten Rauschgifthandel. Schmuggelgut wurde beispielsweise am Grenzübergang Pandschi Pojon südlich von Qurghonteppa und in einem Güterzug entdeckt, der Baumwolle von Qurghonteppa Richtung Moskau transportierte. Mahmadsaid Ubaidulloev, der Bürgermeister von Duschanbe seit 2001, Parlamentssprecher und einer der reichsten und einflussreichsten Männer des Landes, wurde von seinem politischen Gegner Präsident Rahmon 2004 indirekt und mehrfach direkt von russischen Medien als Drogenbaron bezeichnet. Er kontrolliert zugleich wesentlich den Baumwollhandel des Landes.
Etwa 7000 russische Soldaten hauptsächlich der 201. motorisierten Schützendivision aus dem russischen Militärbezirk Wolga-Ural sind an drei Standorten in Tadschikistan stationiert. Neben dem Hauptquartier bei Duschanbe gibt es die Garnisonen Kulob und Bochtar, wo das 191. Infanterieregiment stationiert ist.

## Söhne und Töchter der Stadt
- Rawilja Agletdinowa (1960–1999), sowjetische Mittelstreckenläuferin
- Imomudin Sattorow (* 1964), Botschafter Tadschikistans in Deutschland
- Sergei Mandreko (1971–2022), tadschikisch-russisch-österreichischer Fußballspieler und -trainer